# 鈴々木保香
鈴々木 保香（すずき やすか、2月16日 - ）は、日本の元レースクイーン、グラビアアイドル、女優、ネットアイドル。バニーガール向上委員会リーダー(会長)。
岩手県水沢市（現・奥州市）出身。ウェブデザイナー、カメラマン、整体師（身体均整師）、プログラマーなど多種多様の経歴と特技を持ち、シンガーソングライターやすかとしても活動をしていたが、
2016年7月29日、自身のブログにて芸能活動の引退を発表した。

## 概要
レースクイーン、女優、ネットアイドルを経て現在は歌手活動をしている。コスプレイヤーとして活動していた時期もあり「鈴女」という名前を使っていた。
ネットアイドルでは1998年から活動を始め、ネットアイドル草創期にMICHIKOらと活躍しネットアイドルブームの牽引的役割を果たした。
特技は火炎放射。口にジッポオイルを含み火を放射する。過去にアクションチームに所属し、空手やITFテコンドーもたしなむ。理想の男性はケンシロウというほど『北斗の拳』の熱狂的ファンである。「レースクイーンで一番パソコンが詳しい人」として認知されていたこともあり、パソコンを修理している画像がブログに上げられる事もある。
2011年にアーティストとして映画雑踏の十字架-真夏の陰謀-エンディングテーマ・挿入歌を担当し、やすか名義で1stSingle「Stars and Nocturnes」を発表。PV「Stars and Nocturnes」では湘南乃風「純恋歌」やSpontania feat.JUJU「君のすべてに」等のPVを手がけた平野康祐監督が監修。
また、バニーガールのコスプレ愛好者で作るユニット「バニーガール向上委員会」の初代会長に就任し、自らが企画・監修したハイレグのバニーガール衣装「YASUKA SUZUKI」を発売したことがある。鈴々木が会長引退後は「ジェイバニーブランド」として発売している。

## 主な出演

### テレビドラマ
- 水曜日の情事（フジテレビ） - レギュラー
- プラトニック・セックス-娘の叫び! 親の涙…そして親子の闘いが始まる-（フジテレビ） - バニーガール役
- 薔薇の十字架（フジテレビ） - レギュラー
- ウエディングプランナー SWEETデリバリー（フジテレビ）
- 人にやさしく（フジテレビ） - レギュラー
- ホーム&アウェイ（フジテレビ） - ウエディングプランナー役
- いつもふたりで （フジテレビ）- 歯科受付加藤役 レギュラー
- ムコ殿（フジテレビ）
- できちゃった結婚（フジテレビ）

### 映画
- PRECIOUS  STONE（2013年、シミズオクト）桜木綾乃の母役

### バラエティ
- とんねるずのみなさんのおかげでした（フジテレビ）
- 超V.I.P.（フジテレビ）
- アルテミッシュNIGHT（テレビ東京）
- キャイ〜ン・寛平の女神のハート（TBS）
- 欽ちゃんの第46回全日本仮装大賞（日本テレビ） - バニーガール
- ワンダフル（TBS）
- ウンナンｖｓモーニング娘。激突！視聴率獲得サバイバル　生でハッスル挑戦テレビ（日本テレビ）

### 玩具
- 「テレしばい」(コナミデジタルエンタテインメント)お母さん役

### CM
- 「サッポロ樽生仕立」
- 「ミニストップ」

## 作品

### 写真集
- 「EXCELLENT ELEGANT」（マインド出版）
- 「NETIDOL」（ジャストシステム出版部）
- 「TouchMe プレミアム☆バニーガール」（イースト・プレス）
- 「AS BUNNY: Yasuka Suzuki self produce & portrait」（ハンドサム）

### CD
- やすか「Stars and Nocturnes」CD+DVD （2011年4月8日、クラリスクイーンミュージック）映画「雑踏の十字架　-真夏の陰謀-」ED・挿入歌